# Caspar Theophil Bierling
Caspar Theophil Bierling (auch Caspar Gottlieb Bierling, * 30. Oktober 1640 in Leipzig; † 1693 in Magdeburg) war ein deutscher Mediziner und Physicus in Magdeburg.

## Leben
Bierling studierte an den Universitäten in Leipzig und Padua Medizin. 1665 wurde er in Straßburg promoviert. Anschließend war er Arzt in Lichtenstein und lehrte kurz am Gymnasium illustre Augusteum in Weißenfels. Von Juni bis September 1667 begleitete er als Medicus die Prinzen Johann Adolf (* 1649) und August (* 1650), Söhne des Herzogs August von Sachsen-Weißenfels bei einer Reise durch Deutschland. Später wirkte er als Arzt und Stadtphysicus in Magdeburg.
Am 24. Mai 1674 wurde Caspar Theophil Bierling als Mitglied (Matrikel-Nr. 54) in die Academia Naturae Curiosorum, die heutige Deutsche Akademie der Naturforscher Leopoldina, aufgenommen.
Caspar Theophil Bierling war mit Sabine Elisabeth Leyser, der Tochter des Magdeburger Pfarrers Friedrich Wilhelm Leyser, verheiratet. Der Theologe Friedrich Wilhelm Bierling war sein Sohn.

## Schriften
- Disputatio Inauguralis Medica De Elephantiasi. 1665.